# Maxime Sutaine
 Maxime Sutaine  est un négociant en vins de Reims, né en 1803 et décédé à Reims le 17 mars 1864. Il a dirigé une maison de négoce de vins.
Il fut également très investi dans la vie intellectuelle et littéraire de la ville de Reims.

## Biographie
Henri Maxime Sutaine est né en 1803. Il est le fils de Jean François Élisabeth Sutaine (1761-1840), commissaire aux guerres et d'Anne Émilie Cornu de La Fontaine (1761-1809).
Il se marie en 1827, à Reims avec Marie Charlotte Célina Cambray (1807-1882).
Il est décédé le 17 mars 1864 à Reims et est inhumé au Cimetière du Nord de Reims.

## Hôtel Sutaine

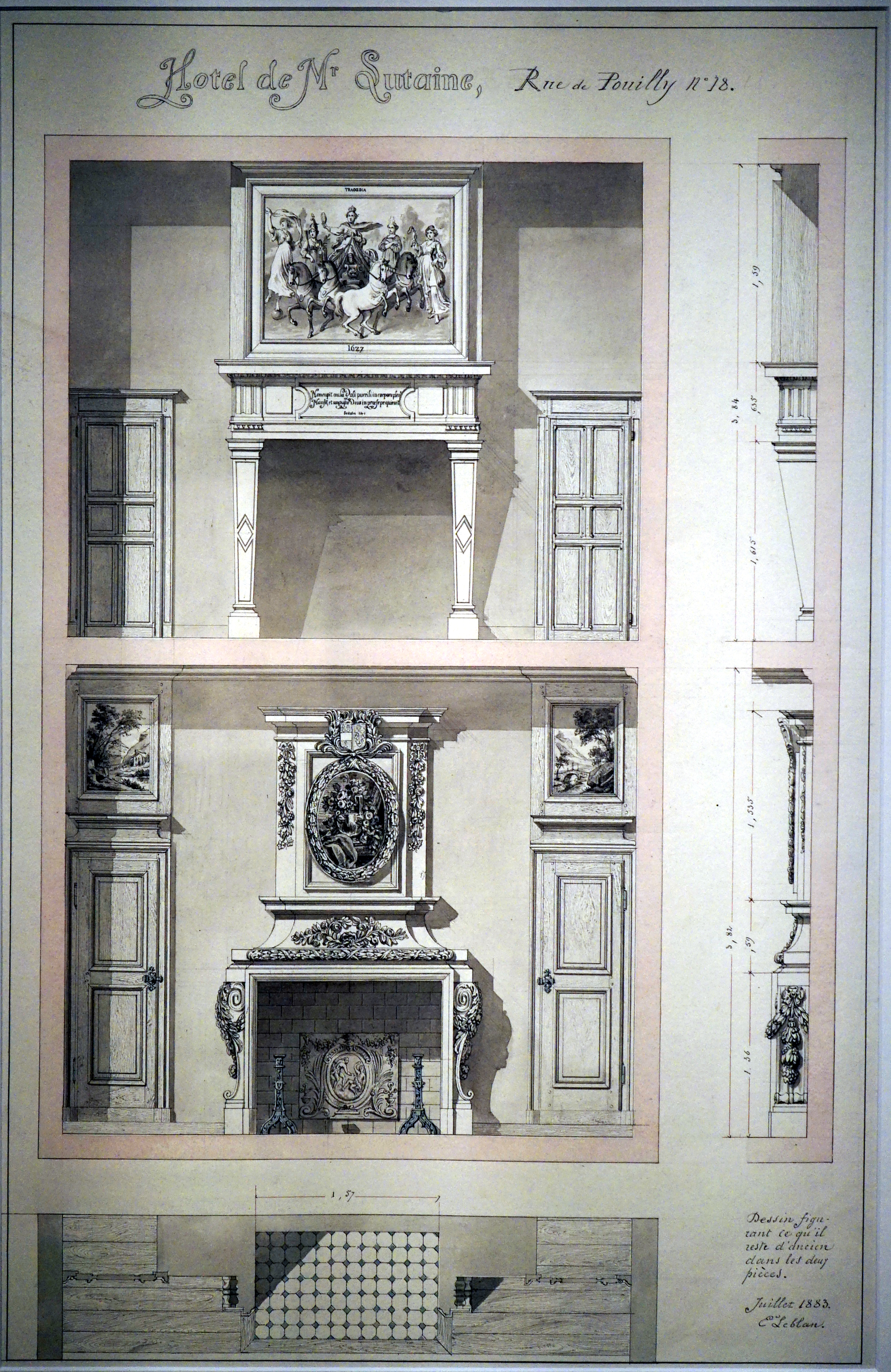
Dessins hôtel Sutaine.

L’hôtel Sutaine était situé 18 rue de Pouilly à Reims.

## Activités
- Membre de l’Académie nationale de Reims dont il a assuré la présidence par deux fois (1850-51, 1859-60),
- Juge au tribunal de commerce de Reims,
- Membre de la Société des Amis des Art de Reims[1].

## Famille Sutaine
Les "Sutaine" ont historiquement beaucoup été impliqués dans la gestion de la ville de Reims. Jean Baptiste Sutaine (1690-1765) a été, de 1763 à 1765, lieutenant des habitants soit une fonction proche de notre fonction actuelle de maire. 
La famille Sutaine, reconvertie en marchands et négociants en vins de Reims, fera construire comme d'autres familles rémoises, un château à Saint-Germainmont qui sera détruit pendant la Première Guerre mondiale.

## Œuvres
- Essai sur l'histoire des vins de la Champagne, Max. Sutaine, 1845,
- J.-B. Liénard, peintre rémois. Notice biographique, Max Sutaine, 1862,
- Germain. Notice biographique par M. Max Sutaine, 1862,
- Biographie de Robert Nanteuil graveur (1630 + 1678), 1845, de Maxime Sutaine,
- Notice sur J.-B. Deperthes, peintre rémois [1761 + 1833], 1845, de Maxime,
- Jean Hélart, peintre rémois [1625 + vers 1700), 1846, de Maxime Sutaine,
- Notes biographiques sur les artistes rémois [peintres et sculpteurs du XIXe s.], 1848, de Maxime Sutaine.